# Акынджи
Акынджи́ (от тур. akın — «рейд, набег, нападение») — иррегулярная турецкая лёгкая маневренная и быстро перемещавшаяся конница. Основа армии в начальный период существования османского государства. В мирное время совершали набеги на пограничные земли. Вместе с сипахами и янычарами составляли основу войска в Османской империи до конца XVII века. Организация акынджи носила название акынджлик.

## Предыстория

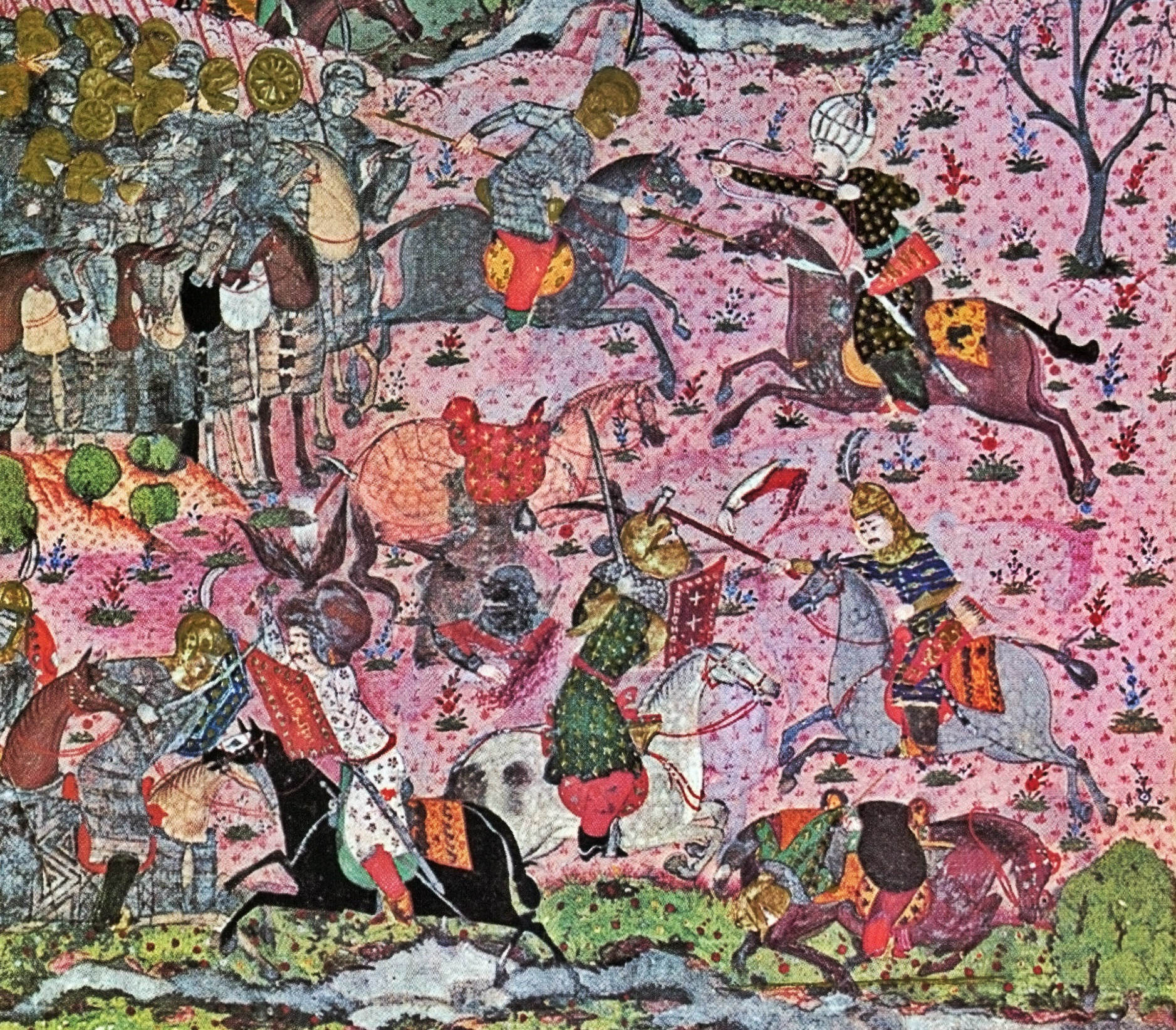
Акынджи в Битве при Мохаче,
Сулейманнаме, 1579

Акынджлик изначально была создана для защиты границ как развитие системы уджей, унаследованной у Сельджукской империи. История самих османов начиналась как история уджа — приграничного бейлика. Во времена Османа I и Орхана I османский бейлик имел две такие пограничные зоны, два своих уджа. Первым было направление Изник—Измит, затем появилась зона Гелиболу. Османы тоже называли такие области удж. Удж управлялся беем, положение которого переходило от отца к сыну. Таких племенных беев османы называли акынджи-бей или удж-бей.
В сельджукской империи удж-бей был самостоятелен, он только платил фиксированный налог султану один раз в год. Помимо этого удж-бей был свободен в своей деятельности, султан не претендовал на новые, завоёванные удж-беями, территории. В османской же организации государства акынджи все действия выполняли от имени султана. Султан мог выделить дирлик («средство для жизни», «кормление» — общее название всякого вида государственного содержания в виде денег или дохода с земельного владения) для акынджи на завоёванных территориях, а потом и преобразовать дирлик в частное поместье. Османские хроники сообщают, что основы акынджлика были заложены Кёсе Михалем.

## Организация
… аканци[акынджи], которым не платят, за исключением добычи, которую они могут получить в партизанской войне. Эти люди не располагаются в лагере с остальной армией, но идут вперёд, грабят и опустошают страну врага со всех сторон, и все же они поддерживают отличную и превосходную дисциплину между собой, как в грабеже так и в исполнении своих дел. В этом подразделении было тридцать тысяч человек, удивительно хорошо подготовленных ...Ангиолелло
Осман I и Орхан I использовали иррегулярную лёгкую конницу — традиционное военное формирования кочевников, благодаря которой были заложены основы территории Османского государства. Окончательно акынджлик как военное подразделение был сформирован Эвренос-беем.

Государство не выделяло жилья акынджи, не платило содержания, не обеспечивало снаряжением и оружием. Акынджи всё добывали себе сами. В свою очередь, они были освобождены от уплаты налогов на добычу. Были определённые условия для того, чтобы попасть в корпус: акынджи выбирались только из сильных, молодых и смелых. Каждый кандидат в акынджи должен был предоставить рекомендацию имама, старосты деревни или известного человека. Акынджи регистрировались, копии их списков хранились в Стамбуле. В реестровых книгах записывалось имя бойца, имя отца, место происхождения. Акынджи-бея (командира) назначал султан или сардар. Это был важный пост; в известных семьях Михалоглу, Эвреносоглу, Тураханоглу, Малкочоглу мужчины в течение нескольких поколений служили в корпусах акынджи и становились его командирами. Первые командиры акынджи в Румелии: Эвренос-бей в Албании, Турахан-бей в Морее, Михалоглу в Софии, Малкочоглу в Силистре. Корпусы акынджи назывались по этим первым командирам: Михалли, Тураханли.

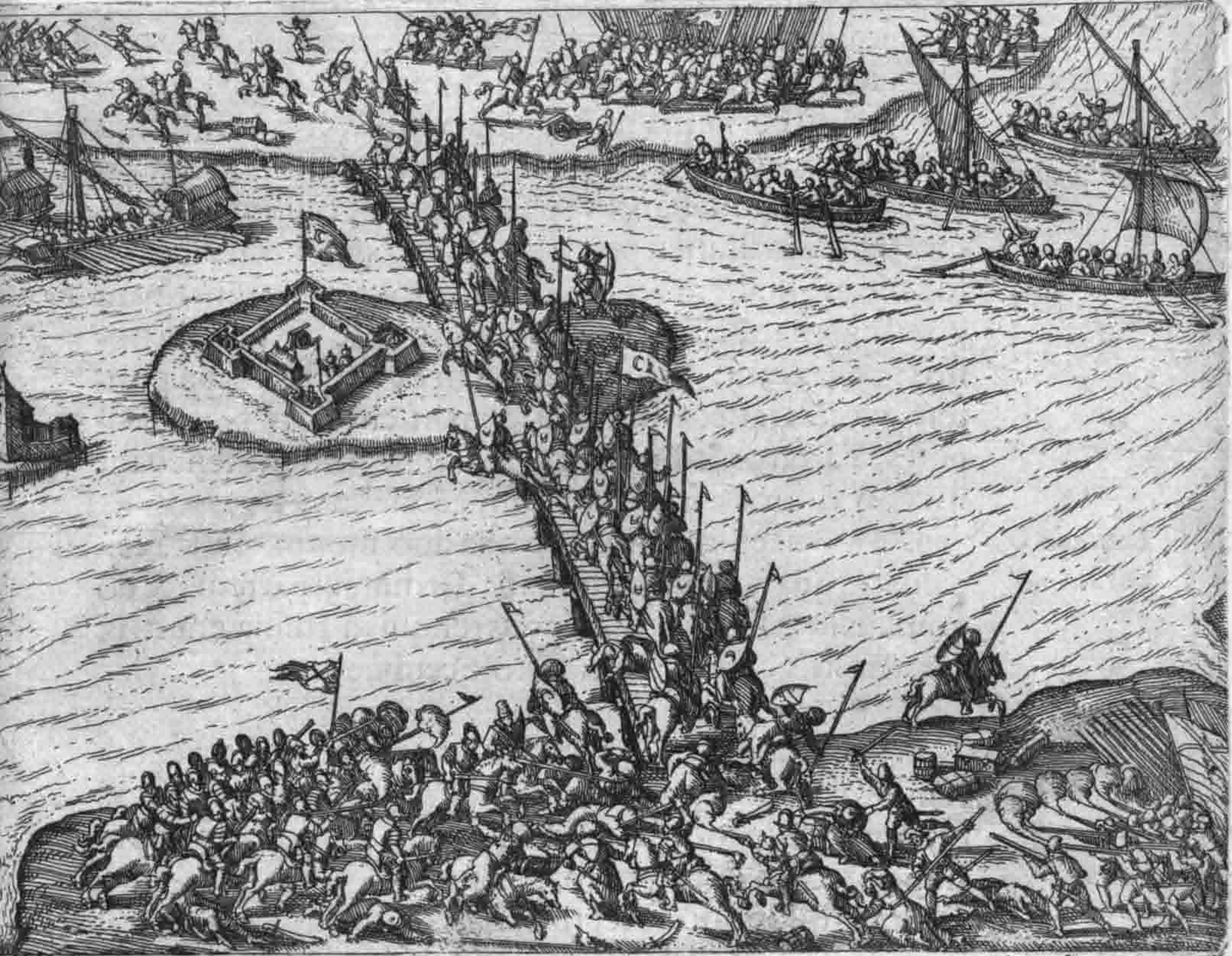
Битва при Джурджу
Pannoniae historia chronologica, 1608

Согласно уставу акынджи, на каждых десять солдат приходился один онбаши (капрал), на каждую сотню — субаши, на каждую тысячу — бигбаши (майор). Число акынджи менялось в зависимости от потребностей государства. При Орхане было зарегистрировано 2 000 акынджи, во время битвы на Косовом поле их было 20 000, при Сулеймане I только в корпусе Михалли было 50 000 человек, в Морее в корпусе Тураханли было 7 000 акынджи в 1559 году. В 1625 году общее число акынджи было 2 000 человек. В мирное время акынджи могли жить где угодно, но от них требовалось постоянно тренироваться и поддерживать себя в форме. Защита акынджи состояла преимущественно из кожаных доспехов и щитов, а в качестве оружия они использовали луки, арканы, мечи. Акынджи не были способны штурмовать крепости и города, поэтому они привлекались султанами в основном для участия в разведывательных и пограничных рейдах. В военное время использовались для разведки и отдельных операций с целью грабежа и устрашения населения на маршрутах движения армии султана. Обычно в походах составляли либо авангард армии, либо арьергард. Акынджи вели с собой запасных лошадей, в случае победы на них вывозили добычу. Чаще всего султаны использовали акынджи в европейских кампаниях, но при Мехмеде II, Баязиде II и Селиме I акынджи воевали и в Анатолии.
В октябре 1595 года у города Джурджу, когда османская армия отходила после битвы при Кэлугерени, корпус понёс огромные потери. По словам Хаммера, большинство акынджи были убиты там, и корпус так и не восстановился после этого события. В начале похода было зарегистрировано 50 000 акынджи, после «инцидента у моста в Джурджу» их количество никогда уже не превышало 2—3 тысячи. В 1604 году Ахмед I отдал распоряжение Али-бею Михалоглу присоединиться к экспедиции против Венгрии. Но акынджи быстро перешли к новым формам ведения войны. Они стали артиллеристами и оружейниками, и потребовали ввести свои подразделения в регулярную армию. Их индивидуальность была утрачена. Историк упадка Османской империи, Кочи-бей, в 1630 году писал, что «контингенты акынджи стали либо платными войсками, либо рядовыми солдатами, либо отказались от своих позиций, осталось около 2000 акынджи». Роль акынджи перешла к татарской коннице. Окончательно акынджи исчезли из османской армии в 1826 году.